# Konståret 1978

## Händelser

### Juni
- 21 juni – Sotheby's i London börjar utauktionera Robert von Hirsch konstverk.[1]

### Oktober
- 31 oktober – En tavla av Edvard Munch säljs på Bukowskis i Stockholm för 1 560 000 svenska kronor.[1]

### November
- 5 november – Prins Eugen-medaljen tilldelas Klas Anshelm, arkitekt, Ulla Schumacher-Percy, konsthantverkare, Gunnar Hasselgren, tecknare, Sigrid Schauman, finländsk konstnär, och Arne Ekeland, norsk konstnär.

### December
- 31 december – Årets mest sålda bild i Sverige är "Den gråtande pojken".[2]

### Okänt datum
- Konstnärsgruppen Light of Sweden med Franco Costa som upphovsman grundas av Piero Branca.
- Föreningen Thielska galleriets Vänner bildades.

## Verk
- Helen Frankenthaler – Clevelands symfoniorkester.
- Jack Goldstein – Hoppet
- Odd Nerdrum – Mordet på Andreas Baader

## Födda
- 2 januari – Nathalie Djurberg, svensk konstnär.
- 19 augusti – Anders Sletvold Moe, norsk konstnär
- 14 september – Fabian Göranson, svensk serietecknare och förläggare.
- 25 oktober – Kaisa Leka, finsk illustratör och politiker.
- okänt datum – Johan Lindberg, svensk konstnär och en av grundarna till konstnärskollektivet Njutånger.
- okänt datum – Johan Egerkrans, svensk illustratör och serietecknare.

## Avlidna
- 12 februari – Märta Alexanderson (född 1895), svensk konstnär (målare, tecknare och textilkonstnär).
- 19 februari – Arvid Olson (född 1886), svensk konstnär och filmpionjär.

### Fotnoter
1. 1 2   Horisont 1978. Bertmarks
2. ↑  Sverige 1900-talet – Från kungatavla till idolposter, NE, Bra Böcker, 2000